# Frederikssund Oaks 2019
Questa voce raccoglie le informazioni riguardanti i Frederikssund Oaks nelle competizioni ufficiali della stagione 2019.

## Nationalligaen 2019

### Stagione regolare
| Gentofte 30 marzo 2019, ore 14:00 | Copenhagen Towers | 50 – 0 (a tavolino) referto | Frederikssund Oaks | Gentofte Sportspark |

| Frederikssund 28 aprile 2019, ore 14:00 | Frederikssund Oaks | 0 – 50 (a tavolino) referto | Triangle Razorbacks | Ådalens Skole |

| Frederikssund 5 maggio 2019, ore 14:00 | Frederikssund Oaks | 0 – 50 (a tavolino) referto | Odense Badgers | Ådalens Skole |

| Viby J 1º giugno 2019, ore 14:00 | Aarhus Tigers | 50 – 0 (a tavolino) referto | Frederikssund Oaks | Bøgeskov Idrætsanlæg |

| Frederikssund 9 giugno 2019, ore 14:00 | Frederikssund Oaks | 0 – 50 (a tavolino) referto | AaB 89ers | Ådalens Skole |

| Nærum 29 giugno 2019, ore 14:00 | Søllerød Gold Diggers | 50 – 0 (a tavolino) referto | Frederikssund Oaks | Rundforbi Stadion |

| Frederikssund 11 agosto 2019, ore 14:00 | Frederikssund Oaks | 0 – 50 (a tavolino) referto | Søllerød Gold Diggers | Ådalens Skole |

| Frederikssund 17 agosto 2019, ore 14:00 | Frederikssund Oaks | 0 – 50 (a tavolino) referto | Copenhagen Towers | Ådalens Skole |

| Odense 25 agosto 2019, ore 14:00 | Odense Badgers | 50 – 0 (a tavolino) referto | Frederikssund Oaks | Bolbroparken |

| Vejle 8 settembre 2019, ore 14:00 | Triangle Razorbacks | 50 – 0 (a tavolino) referto | Frederikssund Oaks | Vejle Atletikstadion |

## Statistiche di squadra
| Competizione | %Vittorie | In casa | In casa | In casa | In casa | In casa | In casa | In trasferta | In trasferta | In trasferta | In trasferta | In trasferta | In trasferta | Totale | Totale | Totale | Totale | Totale | Totale |
| Competizione | %Vittorie | G       | V       | N       | P       | Pf      | Ps      | G            | V            | N            | P            | Pf           | Ps           | G      | V      | N      | P      | Pf     | Ps     |
| ------------ | --------- | ------- | ------- | ------- | ------- | ------- | ------- | ------------ | ------------ | ------------ | ------------ | ------------ | ------------ | ------ | ------ | ------ | ------ | ------ | ------ |
| Campionato   | .000      | 5       | 0       | 0       | 5       | 0       | 250     | 5            | 0            | 0            | 5            | 0            | 250          | 10     | 0      | 0      | 10     | 0      | 500    |
| Totale       | .000      | 5       | 0       | 0       | 5       | 0       | 250     | 5            | 0            | 0            | 5            | 0            | 250          | 10     | 0      | 0      | 10     | 0      | 500    |